# Actinote trinacria
Actinote trinacria är en fjärilsart som beskrevs av Felder 1862. Actinote trinacria ingår i släktet Actinote och familjen praktfjärilar. Inga underarter finns listade i Catalogue of Life.